# Camponotus janeti
Camponotus janeti är en myrart som beskrevs av Auguste-Henri Forel 1895. Camponotus janeti ingår i släktet hästmyror, och familjen myror. Inga underarter finns listade.